# Willy Van Malderghem
Willy Van Malderghem, né le 16 mai 1949 à Audenarde,, un coureur cycliste belge, professionnel entre 1971 et 1978.

## Biographie
En 1971, il manque de s'imposer sur les Quatre Jours de Dunkerque en terminant deuxième derrière Roger De Vlaeminck, avec deux victoires d'étapes.
Lors de Paris-Roubaix 1972, Willy Van Malderghem, suivi par le Français Alain Santy, attaque à environ 70km de l'arrivée. L'avance se porte à deux minutes au bout de 20 kilomètres et à 35km de la fin, le Belge finit par décrocher son compagnon d'échappée et se retrouve seul en tête. À 20 bornes de l'arrivée, il compte encore une minute d'avance sur le groupe des poursuivants. Il est cependant rattrapé puis déposé dans le final par Roger De Vlaeminck. Willy Van Malderghem termine la course à la cinquième place.

## Palmarès

### Palmarès amateur
- 1970
  - 5e étape du Tour de Belgique amateurs
  - Tour du Limbourg amateurs :
    - Classement général
    - 1reb étape (contre-la-montre)

  - 4ea étape du Tour de Liège (contre-la-montre)
  - 3e du championnat de Belgique de l'américaine amateurs

### Palmarès professionnel
- 1971
  - 3ea et 3eb (contre-la-montre) étapes des Quatre Jours de Dunkerque
  - 2e des  Quatre Jours de Dunkerque
  - 3e du Circuit de la vallée de la Lys
- 1972
  - Grand Prix d'Antibes
  - 2e de Bruxelles-Merchtem
  - 5e de Paris-Roubaix
- 1973
  - 3e du Circuit de Flandre centrale
- 1974
  - Grand Prix Briek Schotte
  - 2e de Bruxelles-Ingooigem
- 1975
  - 2e du Circuit du Brabant occidental
  - 2e du Grand Prix Raf Jonckheere
  - 2e de la Flèche halloise
  - 3e du Circuit Mandel-Lys-Escaut
  - 3e du Circuit des Trois Provinces (Avelgem)

## Résultats sur les grands tours

### Tour de France
1 participation 
- 1972 : abandon (11e étape)

### Tour d'Espagne
1 participation 
- 1972 : abandon (16e étape)